# Siphocampylus columnae
Siphocampylus columnae là loài thực vật có hoa trong họ Hoa chuông. Loài này được (L.f.) G.Don miêu tả khoa học đầu tiên năm 1834.